# Enkhuizen
Enkhuizen  è una municipalità dei Paesi Bassi di 18 186 abitanti, situata nella provincia dell'Olanda Settentrionale, sull'IJsselmeer.
Fu sede di una delle sei 'Camere' (in olandese Kamers), della Compagnia Olandese delle Indie Orientali (Vereenigde Oostindische Compagnie o VOC), insieme ad Amsterdam, Delft, Rotterdam ed Hoorn nella provincia di Olanda, nonché di Middelburg in Zelanda.

## Luoghi d'interesse
La località è nota per lo Zuiderzeemuseum, museo all'aperto, con antichi edifici della zona.